# IC 94
IC 94 ist ein Objekt (vermutlich ein Stern) im Sternbild Fische auf der Ekliptik, der am 2. November 1885 von dem französischen Astronomen Guillaume Bigourdan entdeckt wurde. Der dänische Astronom Johan Ludvig Emil Dreyer vermutete hierbei, dass es sich um einen Nebel handelt.